# Francova Lhota

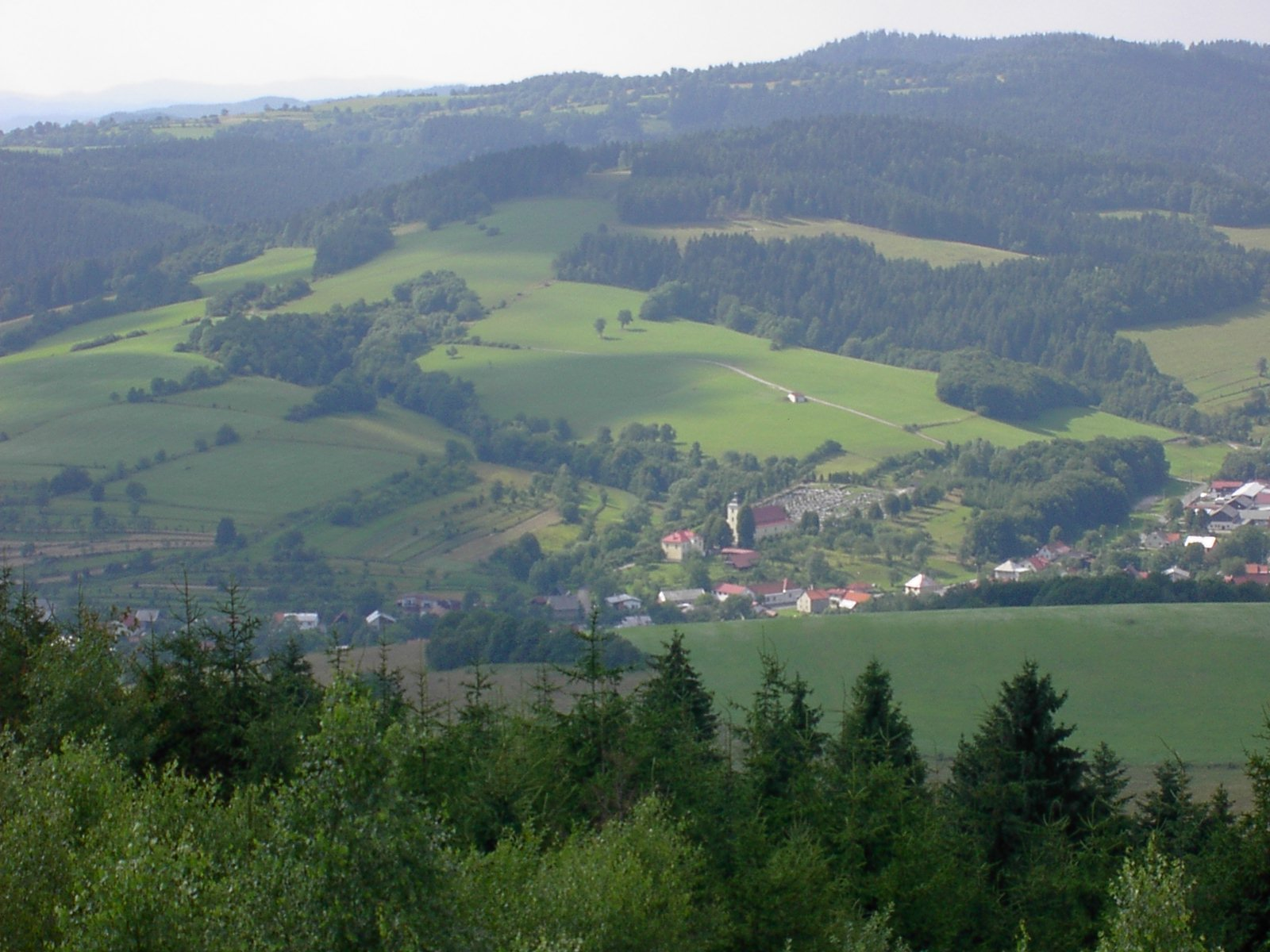
Ansicht

Francova Lhota (deutsch Franzenschlag) ist eine Gemeinde in Tschechien. Sie liegt 17 Kilometer südöstlich von Vsetín an der Grenze zur Slowakei und gehört zum Okres Vsetín.

## Geographie
Francova Lhota befindet sich im Südwesten der Javorníky im Tal der Senice (Senitza). Südöstlich des Dorfes liegt der Lissapass (Lyský průsmyk). Im Nordwesten erhebt sich der Hradisko (773 m) mit den Pulčínské skály und im Osten der Čubův kopec (720 m).
Nachbarorte sind Pulčín und Valašská Senice im Norden, Běchov, Jáma und Pošle im Nordosten, Strelenka im Osten, Střelná im Süden, Horní Lideč im Südwesten sowie Lidečko im Westen.

## Geschichte
Der Ort entstand wahrscheinlich zwischen dem 13. und 14. Jahrhundert im Zuge der Anlegung von Dörfern entlang der mährisch-ungarischen Grenze zu deren Befestigung. Der Ort wurde 1499 erstmals als Lhota erwähnt und war eine der zahlreichen Ansiedlungen, die nach ihrer Gründung zeitlich befristet von Verpflichtungen gegenüber der Obrigkeit freigestellt waren. Zusammen mit Senice, Pulčín und dem später erloschenen Dorf Zubrůvka bildete Lhota ein kleines Beilehen der Burgherrschaft Brumov. In der ersten Hälfte des 16. Jahrhunderts wurde das Dorf wechselnd unter den unterschiedlichen Bezeichnungen Dzbelov, Lhoty, Petrovská Lhota, Markova Lhota, Petrovské Lhoty und Zbelovy Lhoty geführt. Nachdem 1549 Adam von Lomnitz auf Brumov das Dorf von Tristan Franz von Háj erworben hatte, erhielt es den Namen Francova Lhota.
Bis ins 18. Jahrhundert hatten die Bewohner unter Einfällen der Türken zu leiden, ebenso wurden im Zuge von Grenzfehden zwischen mährischen und ungarischen Herrschaften Einwohner von Francova Lhota verschleppt.
Die wirtschaftliche Notlage führte dazu, dass zwischen 1850 und 1914 330 Bewohner des Ortes nach Amerika auswanderten.
Die Fels- und Höhlenlandschaft der Pulčínské skály wurde 1966 unter Naturschutz gestellt und 1989 zum Nationalen Naturreservat Pulčín-Hradisko erklärt. Seit 1997 führt Francova Lhota ein Wappen.

## Ortsgliederung
Die Gemeinde Francova Lhota besteht aus den Ortsteilen Francova Lhota (Franzenschlag) und Pulčín (Pultschin) sowie den Ansiedlungen Běchov, Jáma und Pošle (Poschla).

## Sehenswürdigkeiten
- barocke Kirche des Hl. Stephan von Ungarn
- Glockenturm mit Glockenspiel der Fa. Laeticia Ditrichová aus Brodek, geweiht 1989
- Brunnen in der Ortsmitte, geschaffen 2006 nach einem Entwurf des Bildhauers Zdeněk Wehrenberg aus Vsetín
- Pulčínské skály (Pultschiner Felsen) am Hradisko
- Čubův kopec mit einem 1991 errichteten 16 m hohen Aussichtsturm
- Kobsa-Linde (Kobzova Lípa) am Bach Kočičina in Pošle, der hohle Baum wurde 1530 durch den damaligen Grundherrn Tristan Franz von Háj gepflanzt
- Pulčíner Linde in Pulčín, 250–300 Jahre alt
- Heilig-Geist-Kapelle in Pulčín, geweiht 1930

## Söhne und Töchter der Gemeinde
- Karel Zavřel (1891–1963), Tenor, stammte aus Pulčín
- Štěpán Trochta (1905–1974), Bischof